# プロカテロール
プロカテロール（Procaterol）は、第三世代のβ2アドレナリン受容体刺激剤薬である。第三世代の薬物は、β1受容体への作用が弱くなっているため、心臓に対する副作用が少ない（ないわけではない）。気管支喘息、慢性気管支炎、肺気腫などの慢性閉塞性肺疾患の対症療法に使われる。

## 概要
プロカテロールはβ2刺激薬の一種であり、定量噴霧式吸入器（MDI）等を用いる吸入剤又は経口剤（錠剤、シロップ、ドライシロップ）の形で投与される。吸入剤は気管支喘息の発作時にリリーバーとして使用されるのに対して、経口剤は発作予防の長期管理に使用される。プロカテロールはβ2アドレナリン受容体を活性化し、気管支平滑筋を弛緩させる（気管支拡張剤）。副作用として振戦、動悸、吐気、頭痛、頻脈、など起こることがある。

## 効能・効果
下記疾患の気道閉塞性障害に基づく呼吸困難など諸症状の緩解
気管支喘息、慢性気管支炎、肺気腫、急性気管支炎、喘息様気管支炎
なお、吸入薬では急性気管支炎と喘息様気管支炎には適応が無い。又、吸入薬は『喘息発作に対する対症療法剤であるので、本剤の使用は発作発現時に限る事。』と添付文書に明記されている。

## 副作用
重大な副作用としては、ショック、アナフィラキシー、重篤な血清カリウム値低下が知られている。吸入剤を過量使用すると、不整脈、心停止等の重篤な副作用が発生する恐れがある。

## 商品名
塩酸プロカテロールは以下の商品名で販売されている。
メプチン Meptin （大塚製薬）
ほかに多数のジェネリック医薬品が各社から販売されている。
メプチンエアー（大塚製薬）はかつて添加剤としてCFC（特定フロン）が使用されていたが、HFA（代替フロン）に転換された。また、ドライパウダーのメプチンクリックヘラーもある。